# Нейрат, Отто
Отто Нейрат (нем. Otto Neurath, 10 декабря 1882, Вена — 22 декабря 1945, Оксфорд) — австрийский философ, социолог и экономист, один из организаторов и лидеров Венского кружка.

## Биография
Отец Отто Нейрата — Вильгельм Нейрат (Wilhelm Neurath) — происходил из религиозной еврейской семьи из Пресбурга и был известным в своё время мыслителем и экономистом. Отто Нейрат изучал математику в Вене и получил степень доктора философии на факультете политологии и статистики Берлинского университета. В 1907 году он женился на Анне Шепир. Она умерла во время родов 1911 году, после чего Нейрат женился во второй раз. Его женой стала математик и философ Ольга Ханн-Нейрат, которая до этого была его близким другом. Возможно из-за слепоты Ольги, а также из-за начала войны, сына Отто, будущего социолога Пола Нейрата отправили в детский дом в предместье Вены, где жила мать Нейрата. Пол вернулся к родителям в возрасте 9 лет.
До начала войны Нейрат преподавал политическую экономию в венском Новом колледже торговли (Neue Wiener Handelsakademie). Впоследствии он стал директором Немецкого музея экономики военного времени (Deutsches Kriegwirtschaftsmuseum) (затем — Немецкий музей экономики — Deutsches Wirtschaftmuseum) в Лейпциге. Нейрат вступил в Социал-демократическую партию Германии и в 1918—1919 годах управлял службой центрального экономического планирования в Мюнхене. После падения Баварской республики Нейрат попал в тюрьму, но после вмешательства австрийского правительства был выпущен на свободу и возвратился в Австрию. Во время пребывания в тюрьме он написал работу «Анти-Шпенглер», содержащую критику книги «Закат Европы» Освальда Шпенглера.
В Вене Нейрат становится секретарем Австрийской ассоциации жилищного строительства и малого садоводства (Verband für Siedlungs-und Kleingartenwesen) — объединения групп взаимопомощи, целью которых было обеспечение их членов жильём и садовыми участками. В 1923 году Нейрат становится директором нового Музея жилья и городского планирования (Siedlungsmuseum). В 1925 году Нейрат основывает Gesellschafts-und Wirtschaftsmuseum или «Социально-экономический Музей», работая в котором Нейрат начинает заниматься вопросами графического дизайна и визуального образования. Совместно с иллюстратором Гердом Арнтцем и с Мари Рейдемейстер, которая позже выйдет за него замуж и станет Мари Нейрат, он создаёт систему пиктограмм Isotype — символический способ представления количественной информации при помощи легко поддающихся толкованию изображений.
В течение 1920-х годов Нейрат также становится горячим сторонником логического позитивизма. Нейрат был главным автором Манифеста Венского кружка. Он был душой Движения за единство науки и «Международной энциклопедии унифицированной науки». В течение 1930-х годов он также начал пропагандировать использование Isotype в качестве международного языка изображений, совмещая это и с движением за обучение взрослых и с интернационалистической страстью к новым и искусственным языкам, хотя и подчеркивал в обсуждениях и переписке, что Isotype не предназначен для того, чтобы быть автономным языком, и что он имеет ограниченную область применения.
В Австрии после аншлюса не было места марксистам. Нейрат был социалистом с еврейскими корнями, а также активным участником создания Красной Вены. Он бежал, сначала в Голландию, где в 1936 году он основывает в Гааге Институт Единства науки при музее Mundaneum. В Голландии после нацистской бомбежки Роттердама умирает Ольга. Нейрат бежит вместе с Мари Рейдемейстер в Англию, пересекая пролив Ла-Манш с другими беженцами в открытой лодке. Он и Мари женятся после периода интернирования на Острове Мэн (Нейрат находился в лагере Onchan). В Англии он вместе с Мари основывает Институт Isotype в Оксфорде и становится консультантом и разработчиков диаграмм Isotype для намеченной перестройки трущоб Билстона, около Вулвергемптона. Нейрат умирает внезапно в декабре 1945 года. После его смерти Мари Нейрат продолжает работу Института Isotype, издавая письма Нейрата, завершая проекты, которые он начал. Она также пишет множество детских книг, используя систему Isotype, продолжая работу до самой смерти в 1986 году.

## Работа
Большинство работ Нейрата и о Нейрате до сих пор доступно только на немецком языке. Однако Нейрат также написал на английском языке, используя Бейсик-инглиш Огдена. Его статьи и записи хранятся в Университете Рединга в Великобритании.

### Безденежная экономика
Поскольку перед мировой войной Нейрат разрабатывал концепцию безденежной «натуральной экономики» (или бартерной системы) австрийское правительство во время войны назначало его сотрудником министерства планирования. После войны марксистские правительства Баварии и Саксонии наняли его, чтобы помочь социализировать их экономические системы. Эти проекты Нейрат воспринял с большим энтузиазмом.

### Графический дизайн и визуальное образование
В 1920-х Нейрат создаёт «Социально-экономический музей», стремясь ознакомить в значительной степени необразованную венскую общественность со сложными социально-экономическими фактами. Эта задача привела его к работе над вопросами графического дизайна и визуального образования. С иллюстратором Гердом Арнтцем и с Мари Рейдемейстер Нейрат создаёт Isotype — символический способ представления количественной информации при помощи легко поддающихся толкованию изображений. Считается, что Isotype развивался под влиянием классического модернизма - в частности, таких явлений как футуризм и Баухаус, а также стал одним из источников Интернационального типографического стиля.
Нейрат и его коллеги разработали пропорциональные символы для представления демографической и социальной статистики разных стран и иллюстрации изменений в этих статистических данных в XIX и начале XX столетия, чтобы помочь неграмотным или неспециалистам понимать социальные изменения и видеть неравенство. Эта работа оказала сильное влияние на картографию и графический дизайн. Инновационная работа Нейрата в музеях и его понятие «трансформатора», представляющего данные в визуальной форме — вклад Мари Рейдемейстер — повлияли на практику музейных выставок. Isotype был также визуальной системой отображения количественных характеристик, относящейся к виду, позднее отстаиваемого Эдвардом Тафти. Сходные идеи можно найти в работах Ричарда Б. Фуллера и Ховарда Т. Одума.

### Движение за единство науки; философия науки и языки
Важнейшей задачей философии науки Нейрат считал установление единства знаний. Вместе с Рудольфом Карнапом он стал одним из авторов и главным редактором издания англ. «International Encyclopedia of Unified Science» (1938—1940). Одна из основных идей Нейрата состояла в обосновании возможности унифицированного языка науки, опирающегося на язык физики и математики и способного обеспечить единство научного знания; такой язык, по Нейрату, позволит установить логические связи между науками, выработать общую методологию, проанализировать основные понятия и разработать классификацию наук.
В работе нем. «Zur Klassification von Hypothesensystemen» (1916) Нейрат в качестве одной из задач научной философии называет разработку метатеории.
Дискуссия Нейрата с Карнапом о природе протокольных предложений, являющихся эмпирическим базисом науки, оказала значительном влияние на развитие доктрины логического позитивизма. Свое отражение эта идея нашла в образе «Корабля Нейрата».

## Семья
Жена (с 1907 года) — переводчик русской, английской, французской и польской художественной прозы на немецкий язык, экономист Анна Шапире (1877—1911). Её сестра — Роза Шапире (1874—1954), британский искусствовед и историк архитектуры, известная также как переводчик, модель и коллекционер современного искусства (известны её портреты работы Карла Шмидта-Ротлуфа и Вальтера Граматте). Их племянник (внук сестры) — философ А. М. Пятигорский.
Анна Шапире умерла в родах их единственного сына Пауля (1911) и в 1912 году Отто Нейрат вторично женился на математике Ольге Хан (1882—1937), сестре математика Ханса Хана, в 1904 году потерявшей зрение. После её смерти он в 1940 году вновь женился на своей сотруднице, педагоге Мари Рейдемейстер (1898—1986), сестре математика Курта Рейдемейстера.

## Сочинения
- Нейрат О. История античного хозяйства = Antike Wirtschaftsgeschichte (1909) / Пер. с нем. Харьков: Гос. изд-во Украины, 1924.